# Herrnstraße (Offenbach am Main)
Die Herrnstraße ist eine Straße in Offenbach am Main. Sie beginnt an der Geleitsstraße und führt in nördlicher Richtung bis zur Mainstraße, die am Main entlang führt.

## Verlauf
Die Herrnstraße beginnt im Süden, gegenüber der Erich-Kästner-Schule, an der Geleitsstraße und führt in nördlicher Richtung unter anderem vorbei an der Frankfurter Straße und Berliner Straße, bevor sie kurz vor dem Main an der auf der südlichen Flussseite entlang laufenden Mainstraße endet.
Am Zusammentreffen mit der Frankfurter Straße (Nummern 12–16) befindet sich eine Filiale von Galeria Kaufhof und am Zusammentreffen mit der Berliner Straße (unter deren Nummer 80) eine Filiale von C&A. Zwischen diesen beiden Gebäuden auf der Ostseite der Straße befindet sich unter Nummer 44 auf der Westseite der Herrnstraße die Evangelische Stadtkirche.
Unmittelbar nördlich der Berliner Straße befinden sich eine Niederlassung der Hotelkette Sheraton (Eingang unter Nummer 111 der Berliner Straße), die die Herrnstraße vom Büsing-Park trennt, und die Französisch-Reformierte Kirche (Herrnstraße 43). Unmittelbar dahinter befinden sich in nördlicher Richtung das Klingspor-Museum (Herrnstraße 80), der Büsing-Palais (Nummer 82) und die Stadtbibliothek Offenbach (Nummer 84), bevor die Straße eine Biegung in nordöstliche Richtung nimmt und auf ihrem letzten Abschnitt am Lili-Park und dem Haus der Stadtgeschichte (Nummer 61) vorbeiführt.

## Geschichte

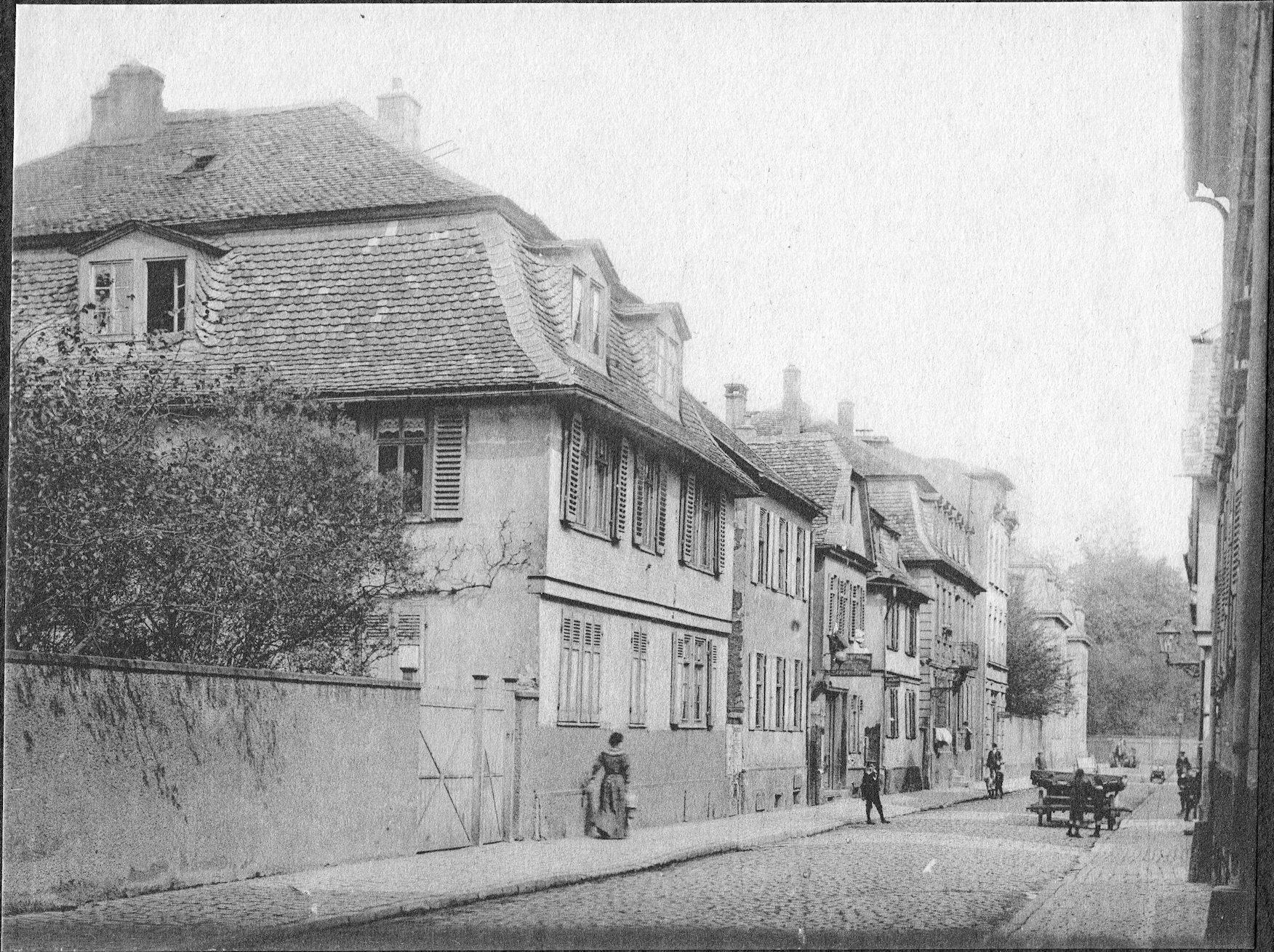
Nördliche Herrnstrasse mit dem französ. reform. Pfarrhaus, 1911

Die Herrnstraße wurde 1691 angelegt und trug zunächst die Bezeichnung Neue Gasse. 1718 wurde (unter der heutigen Nummer 43) das Gotteshaus der Hugenotten errichtet, die ab 1699 in Offenbach aufgenommen wurden.
1887 wurde an der Herrnstraße eines der ersten Hallenbäder Deutschlands eröffnet, das bis 1992 bestand.
1892 erfolgte die nördliche Ausdehnung der Herrnstraße in Richtung Mainstraße.
Am 9. November 1918 wurde im unter Nummer 11 der Herrnstraße gelegenen Restaurant Lindenfels ein Arbeiter- und Soldatenrat gebildet, dessen erster Schriftführer August Ulrich ein Sohn des späteren Staatspräsidenten des Volksstaates Hessen, Carl Ulrich, war.

## Verkehrsanbindung
Beiderseits der Berliner Straße besteht aus der Herrnstraße Zugang zur S-Bahn-Station Marktplatz, über die Offenbach durch den City-Tunnel auf schnellstem Wege mit der Nachbarstadt Frankfurt am Main verbunden ist. Durch die hier verkehrenden S-Bahnen besteht außerdem direkte Anbindung nach Hanau, Mainz und Wiesbaden sowie verschiedene Städte im Landkreis Offenbach.